# Liste der Resolutionen des UN-Sicherheitsrates (1979)
Diese Liste der Resolutionen des UN-Sicherheitsrates nennt die 18 vom Sicherheitsrat der Vereinten Nationen im Jahr 1979 verabschiedeten Resolutionen.
| Nummer | Beschluss vom | Gegenstand                                         | Mission |
| ------ | ------------- | -------------------------------------------------- | ------- |
| 444    | 19. Januar    | Israel – Libanon                                   |         |
| 445    | 8. März       | Südrhodesien                                       |         |
| 446    | 22. März      | Israelisch besetzte Gebiete                        |         |
| 447    | 28. März      | Angola und Südafrika                               |         |
| 448    | 30. April     | Südrhodesien                                       |         |
| 449    | 30. Mai       | Israel – Arabische Republik Syrien                 |         |
| 450    | 14. Juni      | Israel – Libanon                                   |         |
| 451    | 15. Juni      | Zypern                                             |         |
| 452    | 20. Juli      | Israelisch besetzte Gebiete                        |         |
| 453    | 12. September | Neues Mitglied des UN-Sicherheitsrates Saint Lucia |         |
| 454    | 2. November   | Angola und Südafrika                               |         |
| 455    | 23. November  | Südrhodesien – Sambia                              |         |
| 456    | 30. November  | Israel – Arabische Republik Syrien                 |         |
| 457    | 4. Dezember   | Islamische Republik Iran – USA                     |         |
| 458    | 14. Dezember  | Zypern                                             |         |
| 459    | 19. Dezember  | Israel – Libanon                                   |         |
| 460    | 21. Dezember  | Südrhodesien                                       |         |
| 461    | 31. Dezember  | Islamische Republik Iran – USA                     |         |